# نيك ويلينغ
نيك ويلينغ (بالإنجليزية: Nick Willing)‏ هو منتج أفلام ومخرج بريطاني، ولد في 1961 في لندن في المملكة المتحدة.

## وصلات خارجية
- الموقع الرسمي
- نيك ويلينغ على موقع IMDb (الإنجليزية)
- نيك ويلينغ على موقع ألو سيني (الفرنسية)
- نيك ويلينغ على موقع أول موفي (الإنجليزية)
- نيك ويلينغ على موقع قاعدة بيانات الأفلام السويدية (السويدية)
- نيك ويلينغ على موقع قاعدة بيانات الفيلم (الإنجليزية)
- نيك ويلينغ على موقع كينوبويسك (الروسية)